# بن گادفری
بن گادفری (انگلیسی: Ben Godfrey؛ زادهٔ ۱۵ ژانویهٔ ۱۹۹۸) بازیکن فوتبال اهل بریتانیا است.
از باشگاه‌هایی که در آن بازی کرده‌است می‌توان به باشگاه فوتبال یورک سیتی، باشگاه فوتبال نوریچ سیتی، و باشگاه فوتبال شروزبری تاون اشاره کرد.
وی همچنین در تیم‌های ملی فوتبال زیر ۲۰ سال انگلستان و زیر ۲۱ سال انگلستان بازی کرده‌است.
او در تاریخ 25 می سال 2021 برای اولین بار  توسط گرت ساوتگیت به تیم ملی انگلستان دعوت شد.